# Episodi di The George Burns and Gracie Allen Show (ottava stagione)
L'ottava stagione della serie televisiva The George Burns and Gracie Allen Show è stata trasmessa in anteprima negli Stati Uniti d'America dalla CBS tra il 30 settembre 1957 e il 15 settembre 1958.
| nº | Titolo originale                   | Titolo italiano | Prima TV USA      | Prima TV Italia |
| -- | ---------------------------------- | --------------- | ----------------- | --------------- |
| 1  | The General                        |                 | 30 settembre 1957 |                 |
| 2  | Too Much Pot Roast                 |                 | 7 ottobre 1957    |                 |
| 3  | The Texan Italian                  |                 | 14 ottobre 1957   |                 |
| 4  | An English Tea                     |                 | 21 ottobre 1957   |                 |
| 5  | September and May                  |                 | 28 ottobre 1957   |                 |
| 6  | The Star Maker                     |                 | 4 novembre 1957   |                 |
| 7  | The African Hunter                 |                 | 11 novembre 1957  |                 |
| 8  | One Little Fight                   |                 | 18 novembre 1957  |                 |
| 9  | With or Without Glasses            |                 | 25 novembre 1957  |                 |
| 10 | A Box of Cigars                    |                 | 2 dicembre 1957   |                 |
| 11 | Misery Loves Company               |                 | 9 dicembre 1957   |                 |
| 12 | A Hole in the Carpet               |                 | 16 dicembre 1957  |                 |
| 13 | The Old Mink Coat                  |                 | 23 dicembre 1957  |                 |
| 14 | Invitation to the Party            |                 | 30 dicembre 1957  |                 |
| 15 | The Stolen Car                     |                 | 6 gennaio 1958    |                 |
| 16 | Ronnie Finds a Friend an Apartment |                 | 13 gennaio 1958   |                 |
| 17 | McAfee and the Manicurist          |                 | 20 gennaio 1958   |                 |
| 18 | Too Many Fathers                   |                 | 27 gennaio 1958   |                 |
| 19 | The Accident                       |                 | 10 febbraio 1958  |                 |
| 20 | The Japanese Texan                 |                 | 17 febbraio 1958  |                 |
| 21 | Hypnotizing Gracie                 |                 | 24 febbraio 1958  |                 |
| 22 | Gracie Is Brilliant                |                 | 3 marzo 1958      |                 |
| 23 | Ronnie's Fan Club                  |                 | 10 marzo 1958     |                 |
| 24 | Frozen Passion                     |                 | 17 marzo 1958     |                 |
| 25 | High Blood Pressure                |                 | 24 marzo 1958     |                 |
| 26 | Softening the Professor            |                 | 7 aprile 1958     |                 |
| 27 | The Publicity Marriage             |                 | 14 aprile 1958    |                 |
| 28 | Blanche Gets a Jury Notice         |                 | 21 aprile 1958    |                 |
| 29 | Gracie and the Jury                |                 | 28 aprile 1958    |                 |
| 30 | Ronnie Makes a Record              |                 | 5 maggio 1958     |                 |
| 31 | Ronnie's Royalty Check             |                 | 12 maggio 1958    |                 |
| 32 | A Visit from Charles Vidor         |                 | 19 maggio 1958    |                 |
| 33 | Ronnie Goes Into the Army          |                 | 26 maggio 1958    |                 |
| 34 | Locked Out                         |                 | 2 giugno 1958     |                 |
| 35 | The Week in New York               |                 | 9 giugno 1958     |                 |
| 36 | The June Wedding                   |                 | 16 giugno 1958    |                 |
| 37 | Summer School                      |                 | 23 giugno 1958    |                 |
| 38 | The Grammar School Dance           |                 | 8 settembre 1958  |                 |
| 39 | The Exchange Student               |                 | 15 settembre 1958 |                 |